# Condado metropolitano
Um condado metropolitano é geralmente uma divisão administrativa com governo próprio. Originalmente, na Idade Média, bem como em países cuja forma de governo é a monarquia, representava porção de terra dentro do domínio do monarca atribuída ao conde. Portugal era o Condado Portucalense.
Difere das marcas que também eram porções de terra outorgadas pelo monarca, mas o titular se denomina marquês. além disto, as marcas se situavam em território de fronteira com outros reinos. Também denominada como comarcas, estas ainda são divisões judiciárias no Brasil.